# Peter Charles
Pour les articles homonymes, voir Charles.
Peter Charles, né le 8 janvier 1960 à Liverpool, est un cavalier de saut d'obstacles britannique. Il a été irlandais de 1992 à 2007.

## Carrière
Il est sacré champion olympique de saut d'obstacles par équipes aux Jeux olympiques de Londres en 2012 avec les Britanniques Nick Skelton, Ben Maher et Scott Brash, 60 ans après le dernier titre olympique des Britanniques dans cette spécialité.